# Samuel Osgood House
La Samuel Hosgood House detta anche Walter Franklin House, è stata una casa d'abitazione eretta nel XVIII secolo posta all'angolo nordest tra Pearl Street e Cherry Street a Manhattan, New York. Prestò servizio come prima casa presidenziale, ospitando George Washington, la sua famiglia ed il suo staff, dal 23 aprile 1789 al 23 febbraio 1790, nel corso dei due anni in cui New York fu capitale.
Il proprietario dell'epoca, Samuel Osgood, era un avvocato e politico del Massachusetts che si era insediato a New York. Questi sposò Maria Bowne Franklin, vedova di Walter Franklin, il ricco mercante che aveva avviato la costruzione della casa nel 1770. Il Congresso decise di prendere in affitto la casa per Washington, e l'allora presidente eletto si spostò nella nuova sede il 30 aprile 1789. Oltre alle aree abitate dal presidente e dalla sua famiglia, Osgood House conteneva l'ufficio privato del presidente (l'equivalente dell'attuale Studio ovale) e gli uffici di gestione del governo (l'equivalente dell'attuale West Wing della Casa Bianca), divenendo così la prima grande sede del governo federale.
Le carte d'archivio di Samuel Osgood, oggi della New York Historical Society, riportano una lista di oggetti da comprare per preparare la casa ad ospitare il presidente.
La mattina prima dell'arrivo del generale mi portai sul posto per dare un'occhiata. Ogni stanza era arredata coi mobili migliori, con molti piatti e cineserie come non ne avevo mai visti; tutte le stanze al primo e al secondo piano erano coperte di carta da parati e di costosi esemplari di tappeti di turchi e di Wilton.

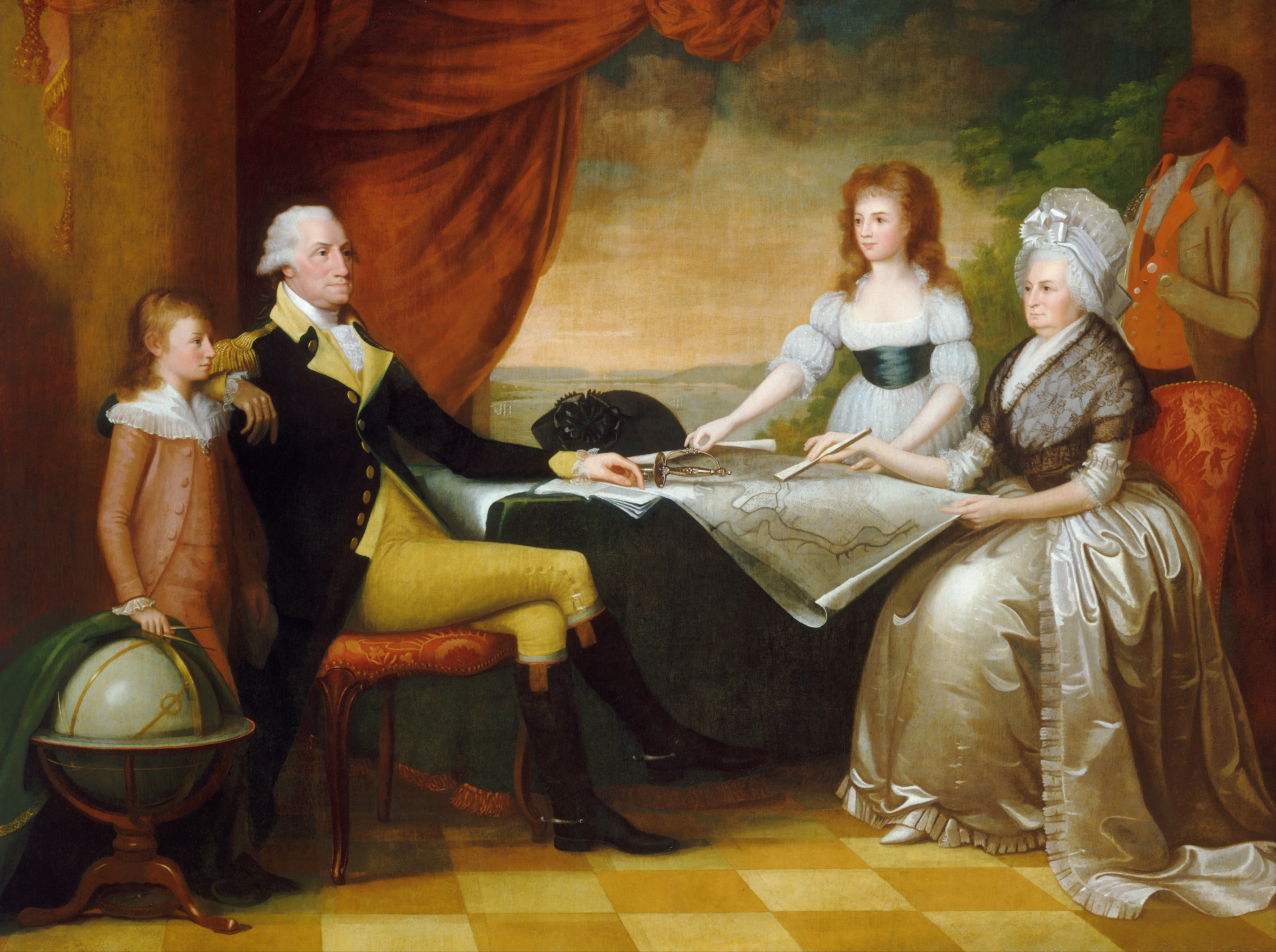
La famiglia Washington di Edward Savage (1789–96). Savage dipinse questo gruppo derivandolo da una serie di schizzi da lui realizzati ad Osgood House tra il dicembre del 1789 ed il gennaio del 1790.

Samuel Fraunces, ex proprietario della vicina Fraunces Tavern, predispose il tutto per la servitù, necessaria in 20 persone: salariati, servitori e schiavi. La schiavitù era all'epoca legale a New York, e Washington stesso portò con sé sette schiavi africani dalla sua tenuta di Mount Vernon a lavorare nella nuova residenza presidenziale: William Lee, Christopher Sheels, Giles, Paris, Austin, Moll e Oney Judge.
Due dei nipoti di Martha Washington erano parte della famiglia presidenziale: Nelly Custis (n. 1779) e "Wash" Custis (n. 1781).
Poco dopo il suo insediamento, Washington si ammalò seriamente di un tumore ad una gamba (causato forse da un avvelenamento  da antrace). Cherry Street venne chiusa per non disturbarlo.
La casa venne presa in affitto per un anno per il prezzo di 845 dollari, ma il presidente da subito si mise alla ricerca di una residenza più grande per fare spazio al crescente numero di uffici del governo. Washington si spostò nella Alexander Macomb House ai numeri 39–41 a Broadway, che occupò dal 23 febbraio al 30 agosto 1790.
Sulla base del Residence Act del luglio del 1790, la capitale nazionale venne spostata a Filadelfia, Pennsylvania, per un periodo stabilito di dieci anni, per dare tempo di costruire la nuova capitale nel Distretto di Columbia.
Osgood House venne demolita nel 1856. Ancora oggi sul luogo dove sorgeva l'abitazione si trova una targa bronzea commemorativa all'incrocio tra Pearl Street ed il ponte di Brooklyn.